# Vol China Airlines 611
Le 25 mai 2002, un Boeing 747-200 assurant le vol China Airlines 611 se désintègre en plein vol au-dessus du détroit de Taïwan 20 minutes après son décollage à environ 43 kilomètres au nord-est des îles Pescadores, entraînant la mort des 225 passagers et membres d'équipage présent à bord. Il s'agit de l'accident aérien le plus meurtrier de l'histoire taïwanaise.
La rupture du fuselage en vol a été causée par des réparations inadéquates de l'avion 22 ans auparavant après un choc entre la partie arrière de l'avion et une piste d'atterrissage (tailstrike). La queue de l'avion, mal réparée, s'est progressivement ouverte avec le temps et des fissures sont apparues autour de cette dernière, qui a finalement cédé 22 ans après l'intervention des mécaniciens.

## Avion et équipage

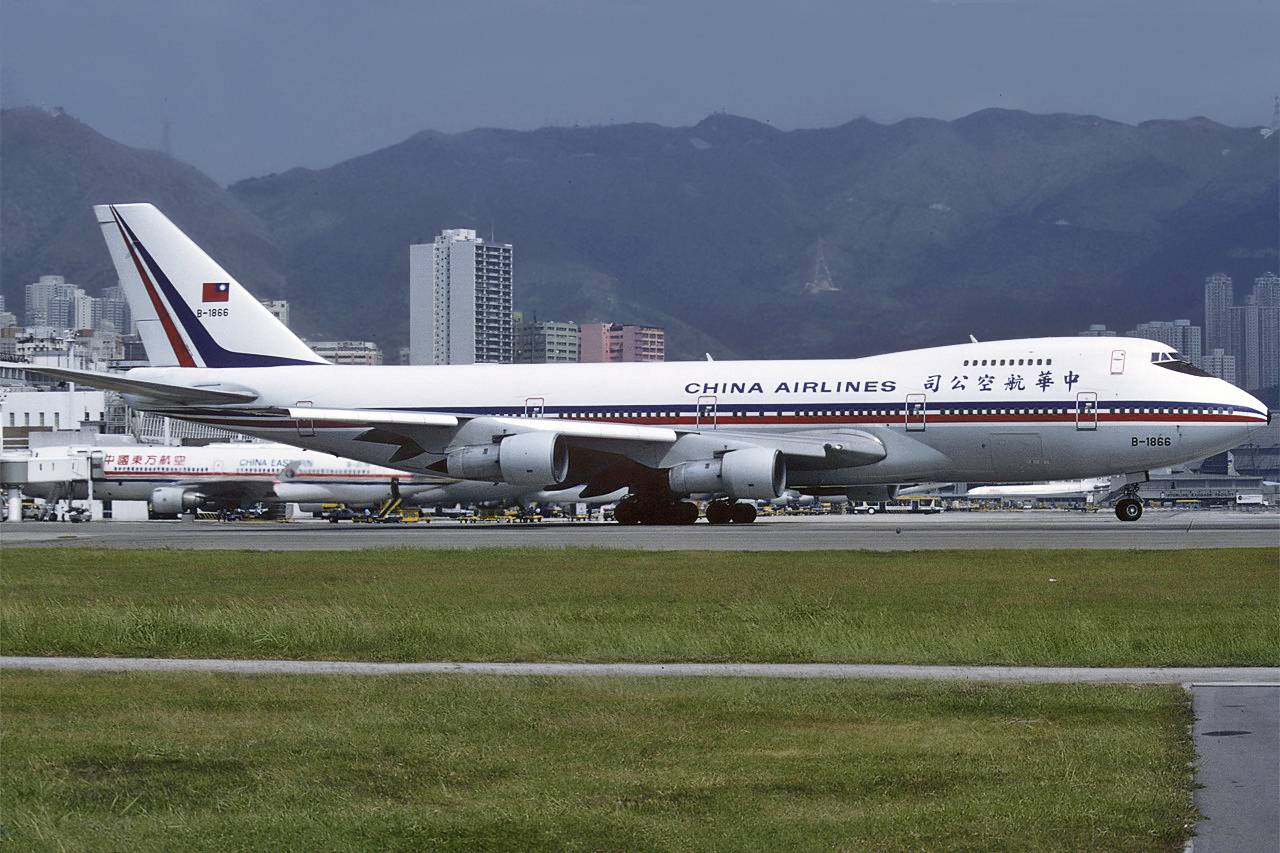
Le Boeing 747-209B d'China Airlines impliqué, sous son ancienne immatriculation (B-1866), quand s'est produit l'incident de Kai Tak en 1980

L'avion impliqué est un Boeing 747-209B qui a effectué son premier vol le 16 juillet 1979 et a été livré le 2 août 1979 à China Airlines,. Il était immatriculé B-18255 (initialement immatriculé B-1866), MSN 21843, et était le seul Boeing 747-200 de passagers de la flotte de China Airlines à l'époque. Il cumulait plus de 64 800 heures de vol au moment de l'accident et avait effectué près de 21 400 cycles d'atterrissage / décollage,. L'avion avait une configuration de 274 sièges (22 en première classe, 84 en classe affaires, 131 en classe économique du pont principal et 37 en classe économique du pont supérieur). 
Avant l'accident, China Airlines avait vendu l'avion à Orient Thai Airlines pour 1,45 million de dollars américains. Le vol accidenté était l'avant-dernier vol de l'avion pour China Airlines, car il devait être livré à Orient Thai Airlines après son vol de retour de Hong Kong à Taipei. Le contrat de vente de l'avion a été annulé après l'accident.
Il n'y a eu que trois 747-200 passagers livrés à China Airlines, tous de 1979 à 1980. Les deux autres étaient en service complet de passagers jusqu'en 1999, date à laquelle ils ont été convertis en cargos. Ils ont été immédiatement cloués au sol par la ROC's Civil Aviation Administration (CAA) après l'accident pour des vérifications de maintenance,.
L'équipage du poste de pilotage était composé du commandant de bord Yi Ching-Fong, 51 ans, de l'officier pilote de ligne Yea Shyong Shieh, 52 ans, et du mécanicien navigant Sen Kuo Chao, 54 ans. Les trois pilotes étaient des hommes très expérimentés - le commandant de bord et le copilote avaient chacun plus de 10 100 heures de vol et le mécanicien navigant totalisait plus de 19 100 heures de vol.

## Accident
L'avion décolle de Taipei à 15 h 08 heure locale (7 h 08 UTC) et devait arriver à Hong Kong à 16 h 28 HKT (8 h 28 UTC), après un vol d'environ 1 heure et 20 minutes. À 15 h 16, le vol est autorisé à monter au niveau de vol 350, soit 35 000 pieds (environ 10 670 mètres) et à 15 h 28, le contact avec l'avion est perdu,. Les 206 passagers et 19 membres d'équipage à bord de l'avion sont décédés dans l'accident,.

## Victimes

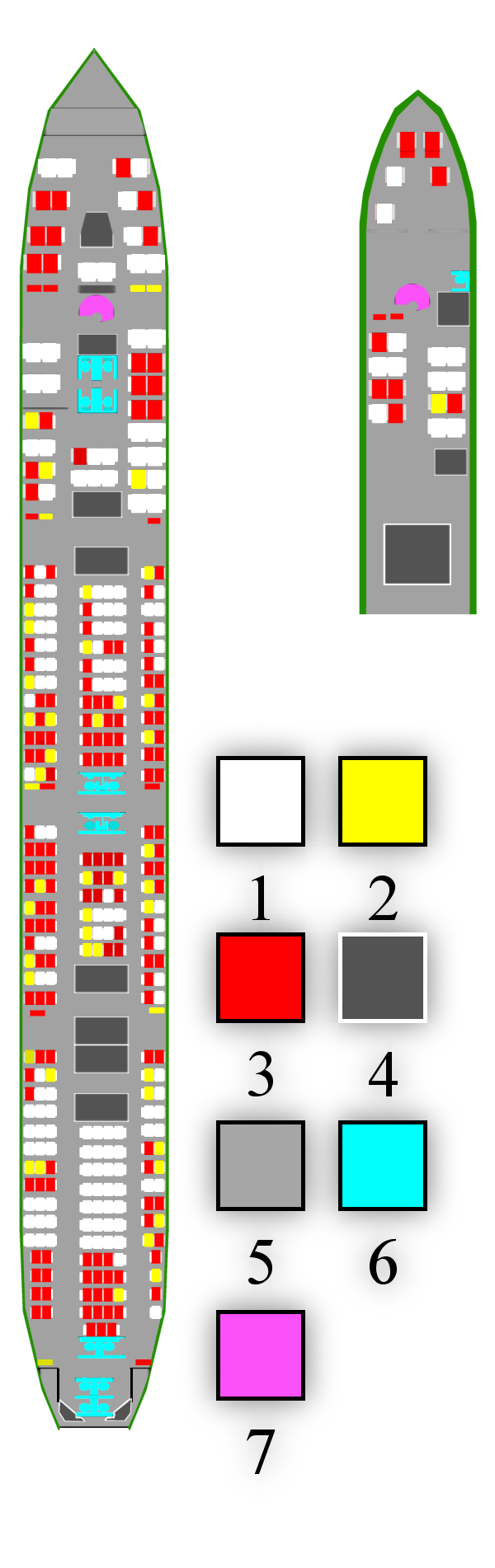
Schéma de la cabine passagers :
Sièges vides
Non retrouvé
Retrouvé

La majorité des passagers, 114 personnes, étaient membres d'un voyage de groupe taïwanais sur le continent organisé par quatre agences de voyages. Sur les 225 passagers et membres d'équipage à bord, 175 restes ont été retrouvés et identifiés. Les 82 premiers corps flottants à la surface de l'océan du détroit de Taïwan ont été retrouvés et récupérés par des bateaux de pêche et des navires militaires,. Des navires de récupération ont ensuite été utilisés pour récupérer l'épave de l'avion et les autres corps.
Les victimes ont été identifiées par identification visuelle, effets personnels, empreintes digitales, examens dentaires et tests ADN. Seuls les trois corps des membres de l'équipage du cockpit retrouvés ont été autopsiés. La plupart des victimes ont subi des blessures étendues compatibles avec un traumatisme crânien, des fractures du tibia et du péroné, des abrasions importantes du dos et des blessures pelviennes. Certaines des victimes avaient une expansion du tissu pulmonaire, un emphysème sous-cutané et des saignements au nez et à la bouche. Aucun corps ou vêtements carbonisé n'a été retrouvé et aucun signe d'incendie, de brûlure ou d'explosion n'a été trouvé.

## Recherche, récupération et enquête

### Récupération
À 17 h 05, un avion militaire Lockheed C-130 Hercules a repéré des débris flottants à environ 43 kilomètres (23 milles nautiques) au nord-est de Magong, dans les îles Pescadores. Des nappes de pétrole ont également été repérées à 17 h 05 et le premier corps a été retrouvé à 18 h 10. Les enquêteurs ont récupéré 15 % de l'épave, y compris une partie du cockpit, et n'ont trouvé aucun signe de brûlures, d'explosifs ou de coups de feu.
Aucun signal de détresse ni aucune communication n'ont été envoyés avant l'accident. Les données radar suggèrent que l'avion s'est brisé en quatre morceaux à 35 000 pieds (environ 10 670 mètres),. Cette théorie est appuyée par le fait que certains débris plus légers qui se trouvaient à l'intérieur de l'avion ont été trouvés jusqu'à 130 kilomètres du lieu de l'accident dans des villages du centre de Taïwan. Les débris comprenaient des magazines, des documents, des bagages, des photographies, des dollars taïwanais, des cartes de sécurité d'avions et une taie d'oreiller China Airlines retrouvées avec des traces de sang.
L'avion devait alors se mettre en palier à l'approche de son altitude de croisière de 35 000 pieds. Les quatre moteurs ont été récupérés et aucun dysfonctionnement n'a été constaté avant l'accident. Des morceaux de l'avion ont été trouvés dans l'océan et à Taïwan, y compris dans la ville de Changhua,.
Les gouvernements de Taïwan et de la République populaire de Chine ont coopéré à la récupération de l'avion et la Chine a autorisé le personnel de Taïwan à rechercher des corps et des fragments de l'avion dans les parties du détroit de Taïwan contrôlées par la Chine,. China Airlines a demandé à des membres de sa famille de soumettre des échantillons de sang pour des tests ADN notamment au bureau des enquêtes criminelles de l'administration de la police nationale (maintenant agence nationale de la police).

### Fatigue du métal
Le rapport d'enquête final, publié par le Conseil de la sécurité des transports aériens de Taiwan (ASC), a révélé que la cause probable de l'accident du vol 611 était le résultat d'une fissure par fatigue causée par un entretien inadéquat après un incident survenu 22 ans auparavant,. Le 7 février 1980, une partie de la queue de l'avion avait raclé la piste à l'atterrissage sur l'aéroport de Hong Kong, en provenance de Djeddah,. L'avion a été ramené à Taïwan et une réparation temporaire a été effectuée le lendemain. Une réparation plus permanente a été effectuée par une équipe de China Airlines du 23 mai au 26 mai 1980, soit près de 4 mois plus tard. La réparation permanente de la partie arrière de l'avion n'a pas été effectuée conformément au Boeing Structural Repair Manual (SRM). Selon le manuel, les réparations doivent être effectuées en remplaçant toute la partie affectée pour restaurer la résistance structurelle, car les dommages étaient trop profonds pour être réparés. Plutôt que de suivre le manuel de réparation structurelle de Boeing, l'équipe de China Airlines a installé une plaque de renfort en aluminium sur la partie de fuselage endommagée.
Même si le type de dommages infligés à la queue était bien au-delà des dommages qu'une plaque de renfort est censée réparer, cet accident ne se serait peut-être pas produit si la plaque avait été installée correctement. Cela signifierait que toutes les rayures seraient complètement contenues par la plaque et que les attaches elles-mêmes seraient suffisamment solides pour arrêter la propagation de toute fissure de fatigue nouvelle ou existante. Cependant, la plaque de renfort installée sur l'avion était trop petite et n'a donc pas réussi à couvrir complètement et efficacement la zone endommagée, car des rayures ont été constatées sur et à l'extérieur de la rangée de fixations couvrant les bords de la plaque. L'installation de la plaque avec des dégâts restant à l'extérieur des rivets n'a fourni aucune protection contre la propagation de fissures cachées sous la plaque de renfort, ou pire, dans la zone entre son périmètre et les rangées de rivets.
Par conséquent, après des cycles répétés de pressurisation et de dépressurisation pendant le vol, la partie mal réparée s’est progressivement ouverte et des fissures ont commencé à se former autour des dommages originaux. Finalement, le 25 mai 2002, par coïncidence 22 ans jour pour jour après que la réparation défectueuse a été effectuée sur la queue endommagée, la partie arrière de l'avion s'est ouverte et l'avion s'est disloqué en plein vol,. Une décompression explosive s'est produite une fois la fissure ouverte, entraînant la séparation du fuselage de l'avion à la section 46 (à l'arrière du caisson d'aile principal). Le reste de l'avion en avant de la section 46 est entré dans une descente abrupte, provoquant la séparation quasi simultanée des quatre moteurs des ailes à environ 29 000 pieds (8 840 mètres). Après ce point, les ailes et le fuselage en avant du point d'arrêt initial sont restés connectés jusqu'à l'impact avec la mer. 

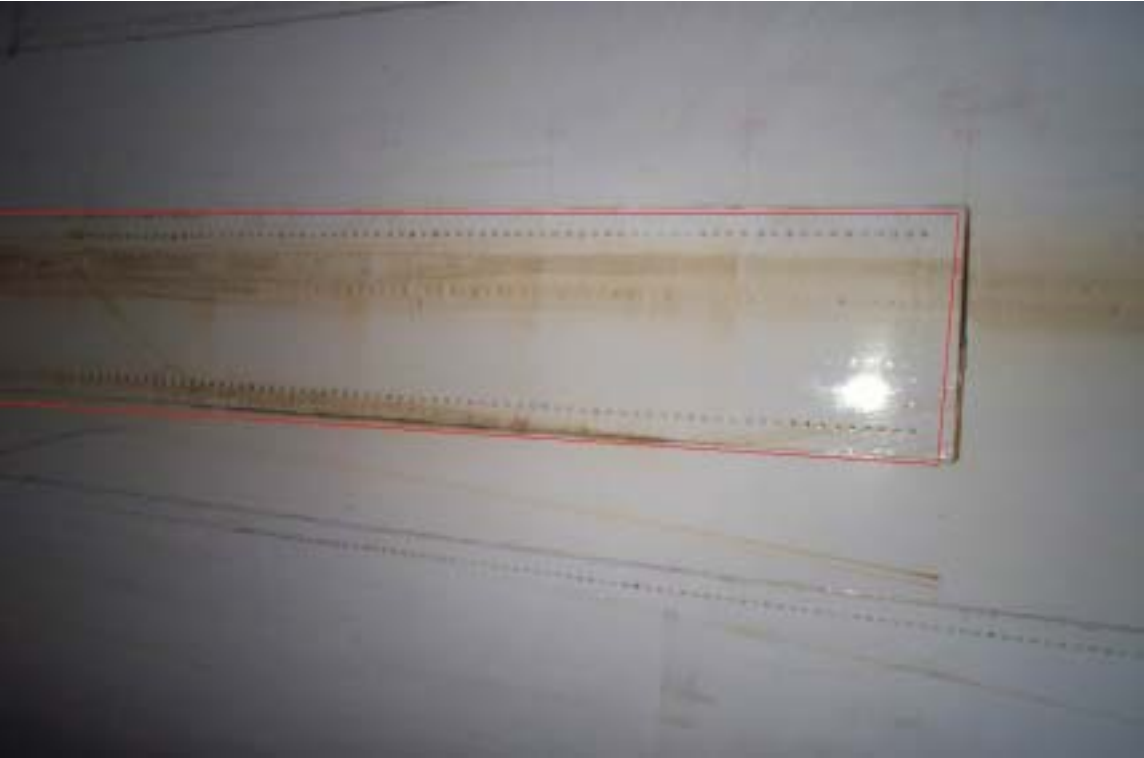
Des traces laissées par la fumée de cigarette fuyant du fuselage, ici repérées lors de l'inspection de maintenance en 2001-11.

Le 28 avril 1988, une partie du fuselage d'un Boeing 737 âgé de 19 ans et effectuant le vol Aloha Airlines 243 s'arrache en plein vol en raison d'une fatigue du métal et d'une erreur de maintenance. Les pilotes parviennent finalement à poser l'avion en toute sécurité et à sauver 94 des 95 personnes à bord. Après l'incident, la Federal Aviation Administration (FAA) ordonne l'inspection de tous les avions vieillissants pour des traces de fissures ou de corrosions,. En novembre 2001, une inspection de maintenance permet d'identifier 31 plaques de renforts sur l'appareil, mais seulement 22 avaient été correctement renseignées dans le livret de maintenance. De plus, durant ses 16 premières années de service, de 1979 à 1995, les passagers étaient autorisés à fumer dans la cabine. La fumée a fui par la fissure située à l'arrière de l'avion et laissé une trace brunâtre qui aurait pu mettre les agents de maintenance sur la piste d'un problème, mais aucune inspection n'a éveillé les soupçons,. Tragiquement, la deuxième étape des inspections ordonnées par la FAA, qui consistait à inspecter chaque réparation effectuée sur l'avion, était prévue pour novembre 2002, mais l'avion s'écrase finalement 5 mois avant cette date,. 
Ce n'est pas la première fois qu'un 747 s'écrase en raison d'une réparation défectueuse à la suite d'un tailstrike. Le 12 août 1985, 17 ans avant l'accident du vol 611 et 5 ans après la réparation de l'avion, le vol Japan Airlines 123 s'était écrasé lorsque le stabilisateur vertical avait été arraché et les circuits hydrauliques rompus par une décompression explosive, tuant 520 personnes et laissant seulement quatre survivants. Cet accident a été attribué à une réparation défectueuse de la cloison arrière de pression, qui avait été endommagée en 1978 lors d'un incident similaire. Dans les deux accidents, une plaque de renfort n'a pas été installée selon les normes de Boeing.
China Airlines a contesté une grande partie du rapport, déclarant que les enquêteurs n'avaient pas trouvé les morceaux de l'avion qui prouveraient le contenu du rapport d'enquête.

## Conséquences
26 recommandations de sécurité ont été émises par l'Aviation Safety Council de Taïwan et le conseil national de la sécurité des transports américain (NTSB) à la suite de l'accident et de la publication du rapport final.
Les conclusions de l'enquête ont conduit la FAA à imposer, sur le plan international, un carnet des charges plus rigoureux de l'inspection des éléments structurels des avions vieillissants et de leurs réparations. La compagnie taïwanaise, première concernée, a vu dès lors son taux d'accidents graves réduit à zéro au lieu de 1 tous les 4 ans en moyenne.
Depuis 2000, la compagnie aérienne low cost américaine Southwest Airlines a été condamnée à plusieurs reprises par la FAA à des amendes pour un montant total de 17,5 millions de dollars (environ 16 millions d'euros) pour non-respect des procédures de maintenance sur de nombreux avions de sa flotte.

## Médias
L'accident a fait l'objet d'un épisode dans la série télé Air Crash nommé « Vol en éclats » (saison 7 - épisode 3).

### Rapport final, Aviation Safety Council, 2005
1. 1 2  ASC 2005, p. 5.
2. ↑  ASC 2005, p. 3-4.
3. ↑  ASC 2005, volume II, vue 361, p. 3.
4. ↑  ASC 2005, p. 1.
5. 1 2  ASC 2005, p. 2.
6. ↑  ASC 2005, p. 3.
7. 1 2 3 4  ASC 2005, p. 69.
8. 1 2 3  ASC 2005, p. 70.
9. ↑  ASC 2005, p. 135.
10. ↑  ASC 2005, p. 219.
11. ↑  ASC 2005, p. 10.
12. ↑  ASC 2005, p. 11.
13. ↑  ASC 2005, p. 12.
14. ↑  ASC 2005, p. 157-158.
15. ↑  ASC 2005, p. 60-61.
16. ↑  ASC 2005, p. 160.
17. ↑  ASC 2005, p. 74-80.
18. ↑  ASC 2005, p. 159.
19. 1 2  ASC 2005, p. 167.

### Autres sources
1. ↑  (en) Airfleets, « Boeing 747 - MSN 21843 - B-18255 », sur www.airfleets.fr (consulté le 25 mai 2020).
2. ↑  (en) Tyler Marshall et Tsai Ting-I, « Jet Crashes Off Taiwan With 225 People Aboard » [« Un avion de ligne s'écrase au large de Taïwan avec 225 personnes à bord »], sur www.latimes.com, Los Angeles Times, 26 mai 2002 (consulté le 25 mai 2020).
3. 1 2 3  (en) Cuckoo Paul, Amit Bhandari et Ravi Ananthanarayanan, « Catastrophic failure, but how? » [« Une défaillance catastrophique, mais comment ? »], sur timesofindia.indiatimes.com, The Times of India, 26 mai 2002 (consulté le 25 mai 2020).
4. 1 2  (en) Aviation Safety Network, « Accident description - China Airlines 611 », sur aviation-safety.net (consulté le 25 mai 2020).
5. 1 2  (en) Keith Bradsher, « Taiwan Airliner Broke Apart in Midair, Investigators Say » [« L'avion de ligne taïwanais s'est brisé en plein vol, selon les enquêteurs »], sur www.nytimes.com, The New York Times, 27 mai 2002 (consulté le 25 mai 2020).
6. ↑  Reuters, « Taiwan : un Boeing explose en plein vol », sur www.liberation.fr, Libération, 27 mai 2002 (consulté le 25 mai 2020).
7. ↑  (en) Stephanie Low et Chang Yu-jung, « CAL 747 crashes with 225 aboard » [« Un 747 de China Airlines s'écrase avec 225 personnes à bord »], sur web.archive.org, Taipei Times, 26 mai 2002 (version du 4 décembre 2008 sur Internet Archive).
8. ↑  (en) Xinhua, « Taiwan's Tragic Air Crash Kills 225 People » [« Le crash aérien tragique de Taiwan tue 225 personnes »], sur en.people.cn, Le Quotidien du Peuple, 26 mai 2002 (consulté le 25 mai 2020).
9. ↑  (en) Tyler Marshall, « Taiwan Crash Has Echoes of Flight 800 » [« L'accident de Taïwan rappelle celui du vol 800 »], sur www.latimes.com, Los Angeles Times, 27 mai 2002 (consulté le 26 mai 2020).
10. ↑  (en) CNN et Mike Chinoy, « China missile ruled out in Taiwan crash » [« Un missile chinois exclu dans l'accident de Taiwan »], sur edition.cnn.com, 27 mai 2002 (consulté le 25 mai 2020).
11. ↑  (en) « Crashed China Airlines Plane Said to Break up in Sky » [« L'avion de China Airlines qui s'est écrasé se serait brisé en plein vol »], sur en.people.cn, Le Quotidien du Peuple, 27 mai 2002 (consulté le 25 mai 2020).
12. ↑  L'Obs et Associated Press, « China Airlines : toujours pas de pistes », sur www.nouvelobs.com, 27 mai 2002 (consulté le 25 mai 2020).
13. ↑  (en) Cockpit Voice Recorder Database, « CVR transcript - China Airlines Flight 611 » [« Transcription de l'enregistreur phonique - Vol China Airlines 611 »], sur www.tailstrike.com (consulté le 26 mai 2020).
14. 1 2 3 4 5 6  Air Crash - Saison 7 - Épisode 3 - « Vol en éclats ».
15. ↑  (en) Agence France-Presse, « Military aviation expert says flaws in Taiwan plane crash theory: report » [« Un expert de l'aviation militaire dénonce des failles dans la théorie de l'accident de l'avion à Taiwan : rapport »], sur web.archive.org, The Namibian, 8 juillet 2002 (version du 19 avril 2003 sur Internet Archive).
16. ↑  (en) « Relatives fly to Taiwan crash site » [« Des proches s'envolent vers le site de l'accident de Taiwan »], sur news.bbc.co.uk, BBC News, 26 mai 2002 (consulté le 25 mai 2020).
17. ↑  (en) John Gittings, « 225 dead in mystery Taiwan crash » [« 225 morts dans un mystérieux accident à Taiwan »], sur www.theguardian.com, The Guardian, 26 mai 2002 (consulté le 25 mai 2020).
18. ↑  (en) Willy Wo-Lap Lam, « Crash brings Taiwan, China together » [« L'accident rapproche Taiwan et la Chine »], sur web.archive.org, CNN, 27 mai 2002 (version du 15 novembre 2005 sur Internet Archive).
19. ↑  (en) China Airlines, « News update of B18255 incident (6) » [« Informations à jour sur l'incident de l'avion B18255 (6) »], communiqué de presse, sur web.archive.org, 26 mai 2002 (version du 4 août 2002 sur Internet Archive).
20. ↑  (en) « Cracks blamed for 2002 China Airlines crash » [« Des fissures blâmées pour l'accident de China Airlines en 2002 »], sur www.cbc.ca, CBC News, 25 février 2005 (consulté le 25 mai 2020).
21. ↑  (en) « China Airlines back in the dock » [« China Airlines de retour sur le banc des accusés »], sur news.bbc.co.uk, BBC News, 3 juin 2003 (consulté le 25 mai 2020).
22. ↑  (en) John Gittings, « Crash plane broke up in mid-air » [« L'avion accidenté s'est désintégré dans les airs »], sur www.theguardian.com, The Guardian, 27 mai 2002 (consulté le 25 mai 2020).
23. 1 2  (en) Federal Aviation Administration, « Lessons Learned : Aloha Airlines Flight 243, Boeing 737-200, N73711 » [« Leçons apprises : Vol Aloha Airlines 243, Boeing 737-200, N73711 »], sur lessonslearned.faa.gov (consulté le 26 mai 2020).
24. ↑  (en) Steve Scott, « Decay Under Patches Might Have Caused China Airlines Crash » [« De la corrosion sous des réparations pourrait avoir provoqué l'accident de China Airlines »], sur www.defensedaily.com, Defense Daily, 29 juin 2003 (consulté le 26 mai 2020).
25. ↑  (en) « Boeing admits bad work on ill-fated Japanese 747 » [« Boeing admet un mauvais travail sur le 747 japonais qui s'est écrasé »], Star-News, 8 septembre 1985 (consulté le 25 mai 2020).
26. ↑  (en) China Airlines, « China Airlines Statement on CI 611 Accident Investigation Report » [« Déclaration de China Airlines sur le rapport d'enquête d'accident CI611 »], communiqué de presse, sur web.archive.org, 25 février 2005 (version du 1er mars 2005 sur Internet Archive).
27. ↑  (en) Federal Aviation Administration, « Lessons Learned : China Airlines Flight CI611, Boeing Model 747, B-18255 » [« Leçons apprises : Vol China Airlines CI611, Modèle Boeing 747, B-18255 »], sur lessonslearned.faa.gov (consulté le 25 mai 2020).
28. ↑  (en) Jonathon Gatehouse, « Southwest Airlines fined millions for maintenance issues since 2009 » [« Southwest Airlines condamné à plusieurs amendes de millions de dollars pour des problèmes de maintenance depuis 2009 »], sur www.cbc.ca, CBC News, 18 avril 2018 (consulté le 26 mai 2020).

### Vidéo
- (en + zh) [vidéo] AP Archive, « Crashed China Airlines plane had "fatigue cracks" », sur YouTube.